# ماریو بوتا
ماریو بوتا (به انگلیسی: Mario Botta)؛ (متولد۱۹۴۳) معمار اهل سوئیس است.

## زندگی‌نامه
او در سال ۱۹۵۸ به عنوان کار آموز با مهندسانی چون Luigi Camenisch و Tita Carloni کار کرد.
تحصیلات خود را در سال ۱۹۶۱_۱۹۶۴ در «Liceo Artistico» میلان و تا ۱۹۶۸ در «l'Istituto Universitario di Architettura» ونیز ادامه داد و همزمان در سال ۱۹۶۵ در آتلیهCorbusier به کار پرداخت.
در سال ۱۹۷۰ اولین دفتر مهندسی خود را در راه اندازی کرد، در سال ۱۹۷۸ عضو فدراسیون مهندسان سوئیس شد و پس از آن در سال‌های ۱۹۸۲–۱۹۸۷ عضو کمیسیون فدرال هنرهای زیبا بود.
اثر او الهام گرفته از اثر Le Corbusier،]،[Carlo Scarpa] و [[Louis Kahn]] است.
ماریو بوتا پس از ساختن اثر زیادی در کشور سوئیس کم‌کم به کشورهای خارجی راه پیدا کرد و به یک معمار بین‌المللی در سطح جهانی تبدیل شد.

## جوایز
- دریافت رتبه مریت (Merit) در جایزهٔ AIA برای طراحی موزهٔ هنرهای مدرن در سان فرانسیسکو
- دریافت جایزه آنوال پریکس 2005 (Annual Prix 2005) برای برج کیوبو (Kyobo) در سئول کره جنوبی، این جایزه هر سال توسط آکادمی بین‌المللی معماری در صوفیه بلغارستان (IAA) به برترین اثر اجرا شده در سال گذشته اهدا می‌گردد
- دریافت جایزه میراث فرهنگی اروپا – جایزه نوسترا (European Union Prize for Cultural Heritage / Europa Nostra Awards) هلند
- و همچینین جایزه بین‌المللی معماری ۲۰۰۶ انجمن ادبی شیکاگو: موزه معماری و طراحی (the International Architecture Award of the Chicago Athenaeum Museum of Architecture and Design) برای نوسازی و بازسازی تئاتر آل اسکالا (al scala) در میلان ایتالیا[۱]

## آثار

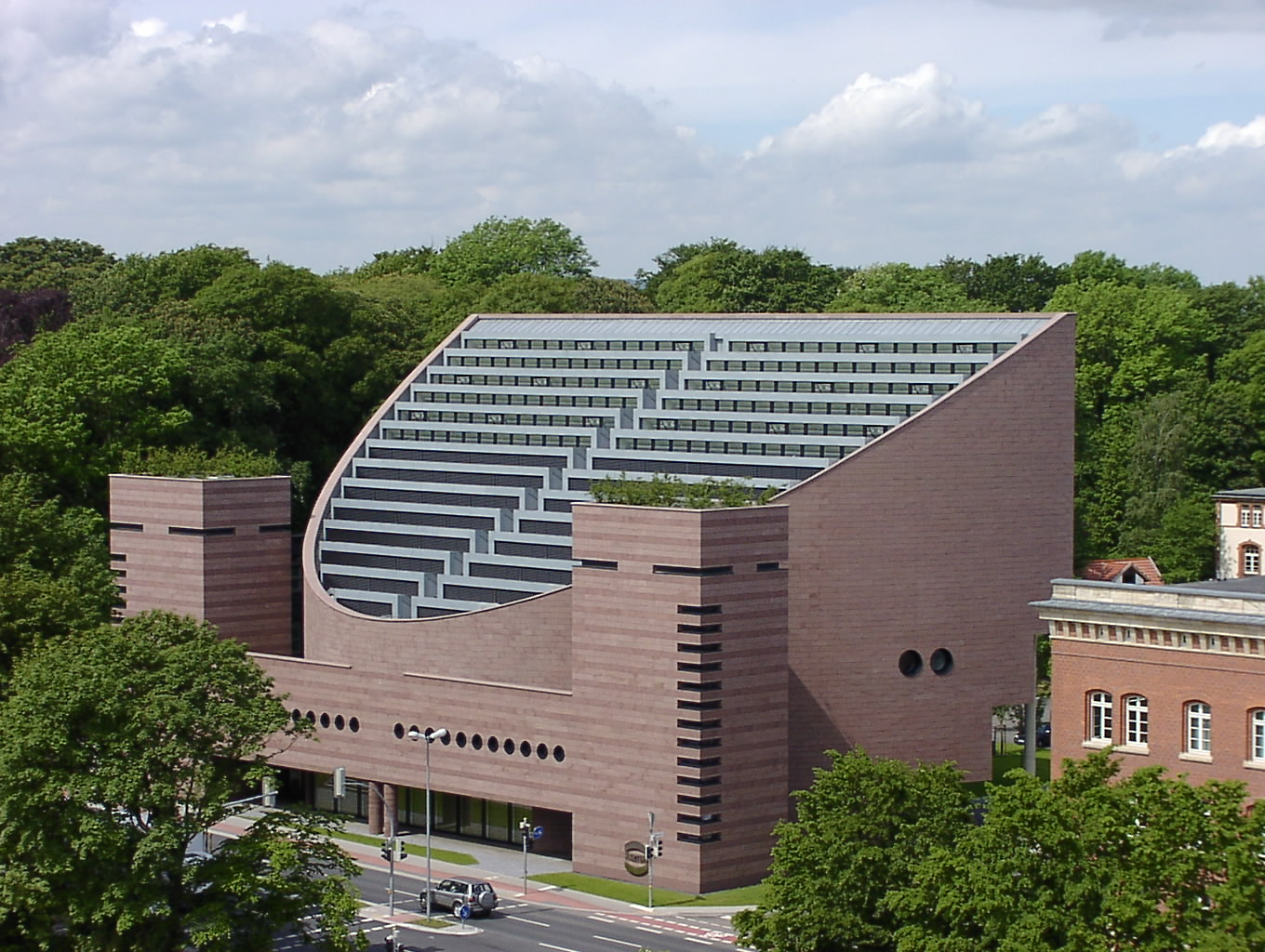

مهمترین آثار او:
- موزه هنرهای معاصر سان فرانسیسکو
- www.botta.ch

آثار وی غالباً از مواد آجری استفاده می‌برد.
سایر آثار:
- ۱۹۶۷ مرکز ملی تحقیقات جوی در بولدر، کلرادو (ایالات متحده آمریکا)
- ۱۹۷۱ خانه‌های شخصی در کدنزو کدنزو (Cadenazo (۱۹۷۰–۷۱، ریوا سن ویتل (Riva San Vitale (۱۹۷۱–۷۳، لیگرنتو(Ligornetto (۱۹۷۵–۷۶، ستبیو Stabio (لا کسا رتندا، ۱۹۸۲)، مربیو سوپریوره Morbio Superiore (۱۹۸۴، دارو(Daro (۱۹۹۲
- ۱۹۸۷ بانک استانی فریبورگئویسfribourgeoise، فریبورگFribourg (سوئیس)
- ۱۹۸۷ خانهٔ فرهنگ، چمبری Chambéry (فرانسه)
- ۱۹۸۷ خانهٔ کتاب، تصویر و صدا فرآنکولرسایس میترراند François Mitterrand، ویللوربننVilleurbanne (فرانسه)
- ۱۹۸۸ لا بنکا دل گتردوLa Banca del Gotardo، لوگنو Lugano (سوئیس)
- ۱۹۹۴ کلیسای سنت جین‌باتیست د مگنو Saint Jean-Baptiste d Mogno، تسین Tessin (سوئیس)
- ۱۹۹۴ موزه هنر مدرن، سن فرانسیسکو (آمریکا)
- ۱۹۹۵ کلیسای جامع معاد La Cathédrale de la Résurrection، آوری (فرانسه)
- ۱۹۹۶ کلیسای سنتا ماریا دگلی آنجلی، مونته تمروو Monte Tamaro (سوئیس) و موزه جین تینگولیJean Tinguely در بال
- ۱۹۹۸ کلیسای سیمبلیستا، دانشگاه تل‌آویو (اسراییل)
- ۱۹۹۹ موزه بنیاد مارتین بدمر، کلگنی (سوئیس)
- ۲۰۰۰ کلیسای ازنو دی سروزا Azzano di Seravezza (ایتالیا)
- ۹۷۲–۷۷ مدرسه در مربیو اینفریرMorbio Inferiore، کنتن دود تسینcanton du Tessin (سوئیس)

## نگارخانه

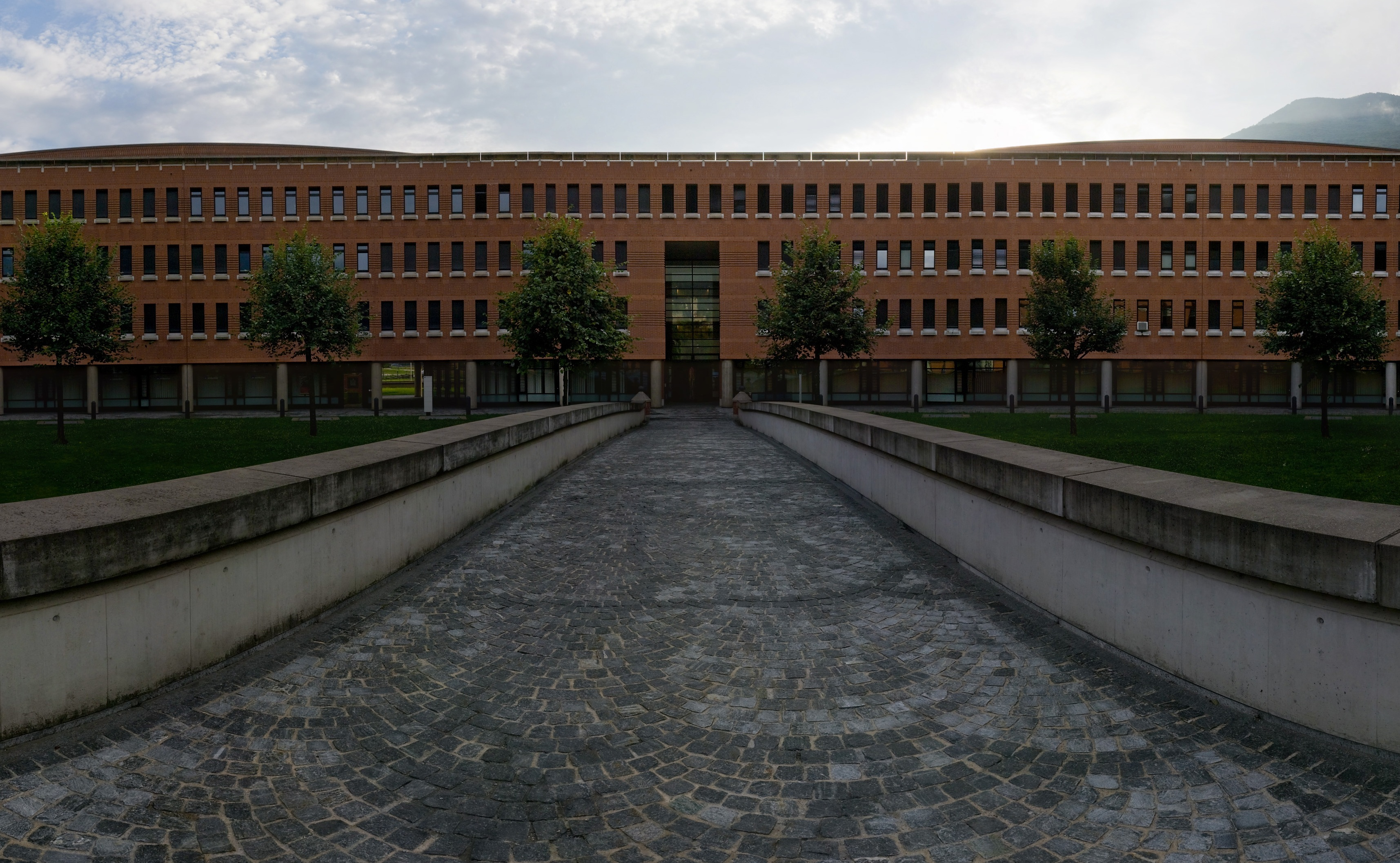
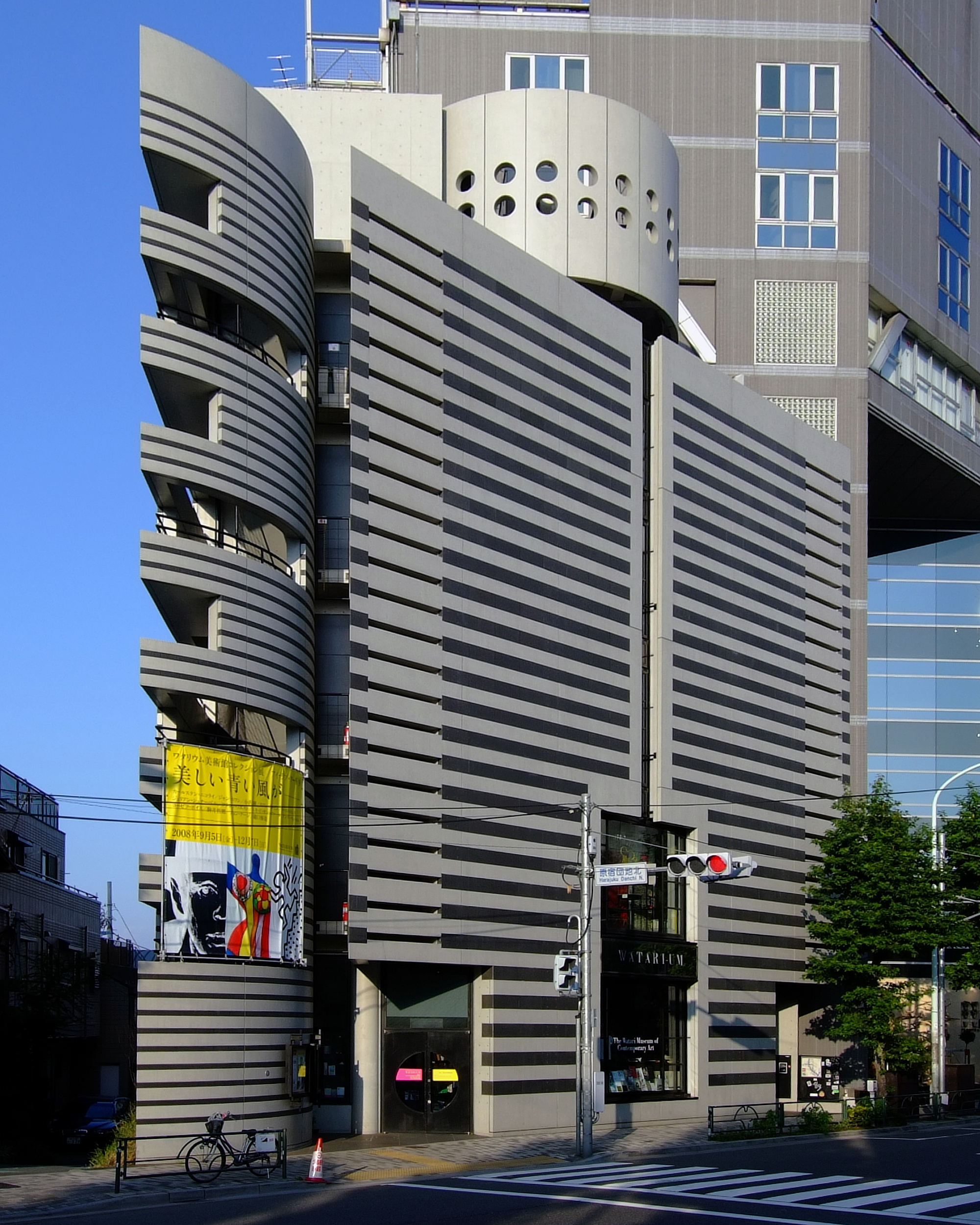
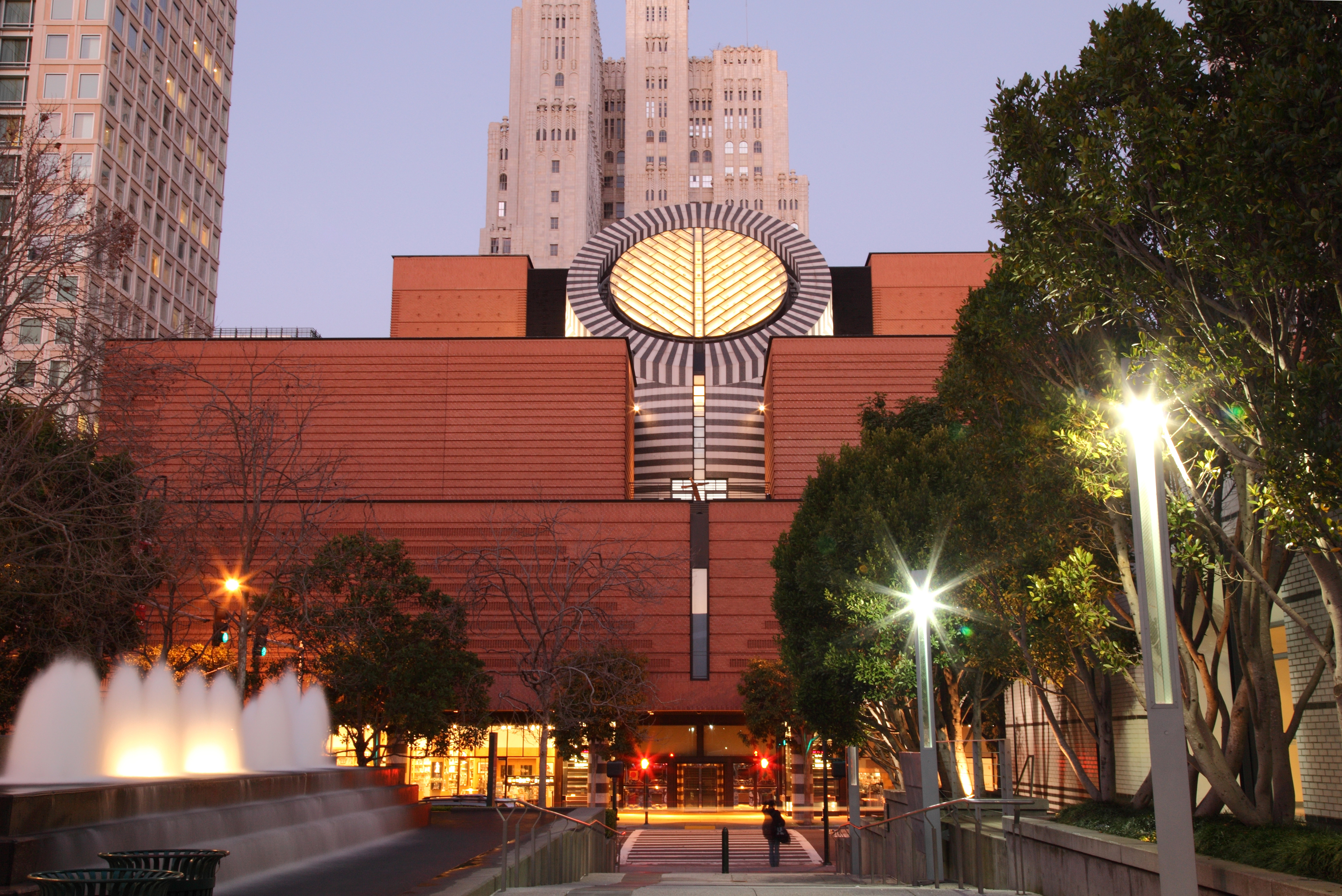